# Чарк
Чарк (арм. Չարք «злой», «злыдень») — в низшем уровне древнеармянской мифологии злые духи.

## Описание
Существует большое число разновидностей чаров:
- швоты — духи зимы;
- айсы — духи сильного ветра;
- шидары — сводящие человека с ума ударом.

Термин «чары (чарк)» употребляется и как определение одной из категорий злых духов. Чары похожи и на людей и на зверей: ступни вывернуты пятками вперед, наподобие ступней древнегреческих фавнов и сатиров.
Часто чарков приравнивают к каджам.